# Tephrosia alpestris
Tephrosia alpestris är en ärtväxtart som beskrevs av Paul Hermann Wilhelm Taubert. Tephrosia alpestris ingår i släktet Tephrosia och familjen ärtväxter. Inga underarter finns listade i Catalogue of Life.